# Бронепалубні крейсери типу «Ніно Біксіо»
Бронепалубні крейсери типу «Ніно Біксіо» (італ. Classe Bixio) — серія бронепалубних крейсерів-скаутів (італ. Esploratore) Королівських ВМС Італії початку XX століття.

## Історія створення
Крейсери типу «Ніно Біксіо» були створені італійським кораблебудівником Джузеппе Рота як вдосконалена версія крейсера «Куарто», з усуненням певних його недоліків. Але проєкт виявився невдалим, існуючі недоліки  не були усунуті, і крім того, з'явились нові проблеми. Цим пояснюється нетривалий термін служби кораблів.

## Конструкція

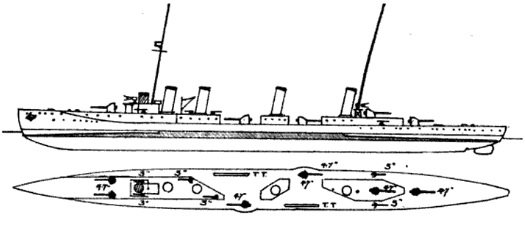
Схема корабля

Корпус крейсерів типу «Ніно Біксіо» був ще більш витягнутий, ніж у «Куарто»: співвідношення довжини корабля до його ширини 10,71:1. Заходи зі зміцнення такого корпусу призвели лише до збільшення маси корабля. Крім того, корпус корабля не находив на хвилю, а прорізав її, внаслідок чого палубу постійно заливало водою.
Оскільки розмістити чотиривальну установку не було змоги через брак місця, то для силової установки була обрана тривальна на основі парової турбіни Кертіса. Внаслідок цього не вдалось досягнути замовленої потужності силової установки та швидкості руху, яка була меншою на 1-2 вузли, ніж у попередника. Також значно меншою була і дальність плавання.
Крім того, парові котли розміщувались за складною схемою (котли-турбіни-турбіни-котли), внаслідок чого 4 труби стояли на різних відстанях, що надавало кораблям легко пізнаваний силует.
Озброєння корабля складалось з шести 120-мм гармат та шести 76,2-мм гармат. Вони розміщувались раціональніше, ніж на «Куарто» та мали більші кути обстрілу. Крім того, у бортовому залпі могли брати участь не 3-4, а аж п'ять 120-мм гармат.
У ході експлуатації постійно виникали проблеми з поломками, що й було причиною раннього їх списання, в той час як «Куарто»,збудований раніше, прослужив на десятиліття довше.

## Представники
| Назва                  | Верф                                                                  | Закладений          | Спущений на воду     | Вступив у стрій    | Доля                                  |
| ---------------------- | --------------------------------------------------------------------- | ------------------- | -------------------- | ------------------ | ------------------------------------- |
| Ніно Біксіо Nino Bixio | «Cantiere navale di Castellammare di Stabia», Кастелламмаре-ді-Стабія | 15 лютого 1911 року | 31 грудня 1911 року  | 5 травня 1914 року | зданий на злам 15 березня 1929 року   |
| Марсала Marsala        | «Cantiere navale di Castellammare di Stabia», Кастелламмаре-ді-Стабія | 15 лютого 1911 року | 24 березня 1912 року | 4 серпня 1914 року | зданий на злам 27 листопада 1927 року |